# K-442 Čeljabinsk
Čeljabinsk (rusko Челябинск) je jedrska podmornica z manevrirnimi raketami razreda Antej Ruske vojne mornarice. Poimenovana je po Čeljabinsku. Njen gredelj je bil položen 21. maja 1987, splavljena je bila 18. junija 1990, v uporabo pa je bila predana 28. decembra 1990. Projekt je razvil konstruktorski biro Rubin, glavni konstruktor pa je bil Igor Leonidovič Baranov. Razvoj predhodnega razreda Granit se je začel leta 1969, na njegovi osnovi pa je bil razvit izboljšan razred Antej. Izboljšave se nanašajo na manjšo hrupnost, izboljšano elektronsko opremo in sedemlistni propeler namesto štirilistnega. Je del 10. divizije podmornic Tihooceanske flote v Viljučinsku.
Avgusta 1991 je skupaj s podmornico Krasnojarsk odplula na Tihooceansko floto čez Arktični ocean.
Julija 1994 je v Tihem oceanu sledila ameriškim letalonosilkam Kitty Hawk in Independence.
Med 1999 in 2002 je bila v remontu v Severovzhodnem remontnem centru, od leta 2008 pa je ponovno pokvarjena. 8. septembra 2014 jo je kitajska transportna ladja dostavila v vladivostoško ladjedelnico Zvezda.
Konstruktorski biro Rubin je decembra 2011 razvil modernizacijo razreda Antej, po kateri bi bila osnovna oborožitev razreda postala raketa P-800 Oniks namesto rakete P-700 Granit. Čeljabinsk bo moderniziran skladno s tem projektom po modernizaciji podmornice Irkutsk. Strošek modernizacije se ocenjuje na 12 mrd RUB (182 mio USD) na podmornico. Modernizacija se je začela leta 2022 in aprila je bilo s podmornice odstranjeno iztrošeno jedrsko gorivo.